# Jores Alfiorov
Jores Ivanovitch Alfiorov (em russo: Жоре́с Ива́нович Алфёров; 15 de março de 1930 — 1 de março de 2019) foi um físico russo.
Nasceu na cidade de Vitebsk, na República Socialista Soviética da Bielorrússia (atual Belarus), filho do industriário Ivan Karpovitch e da bibliotecária Anna Vladímirovna, que o nomearam em homenagem ao socialista francês Jean Jaurès. Alfiorov tornou-se pesquisador do Instituto Ioffe em 1953, do qual se tornaria diretor de 1987 a 2003. Foi também vice-presidente da Academia de Ciências da União Soviética e presidente do Centro Científico de Leningrado.
Em 2000, compartilhou o Prêmio Nobel de Física de 2000 com Herbert Kroemer e Jack S. Kilby, por seu papel no desenvolvimento da heterojunção de semicondutores para optoeletrônica.
Ele também foi deputado na Duma Federal pelo partido Nossa Casa Rússia de 1996 a 1999, quando foi reeleito pelo Partido Comunista da Federação Russa, permanecendo no cargo até sua morte em 2019.

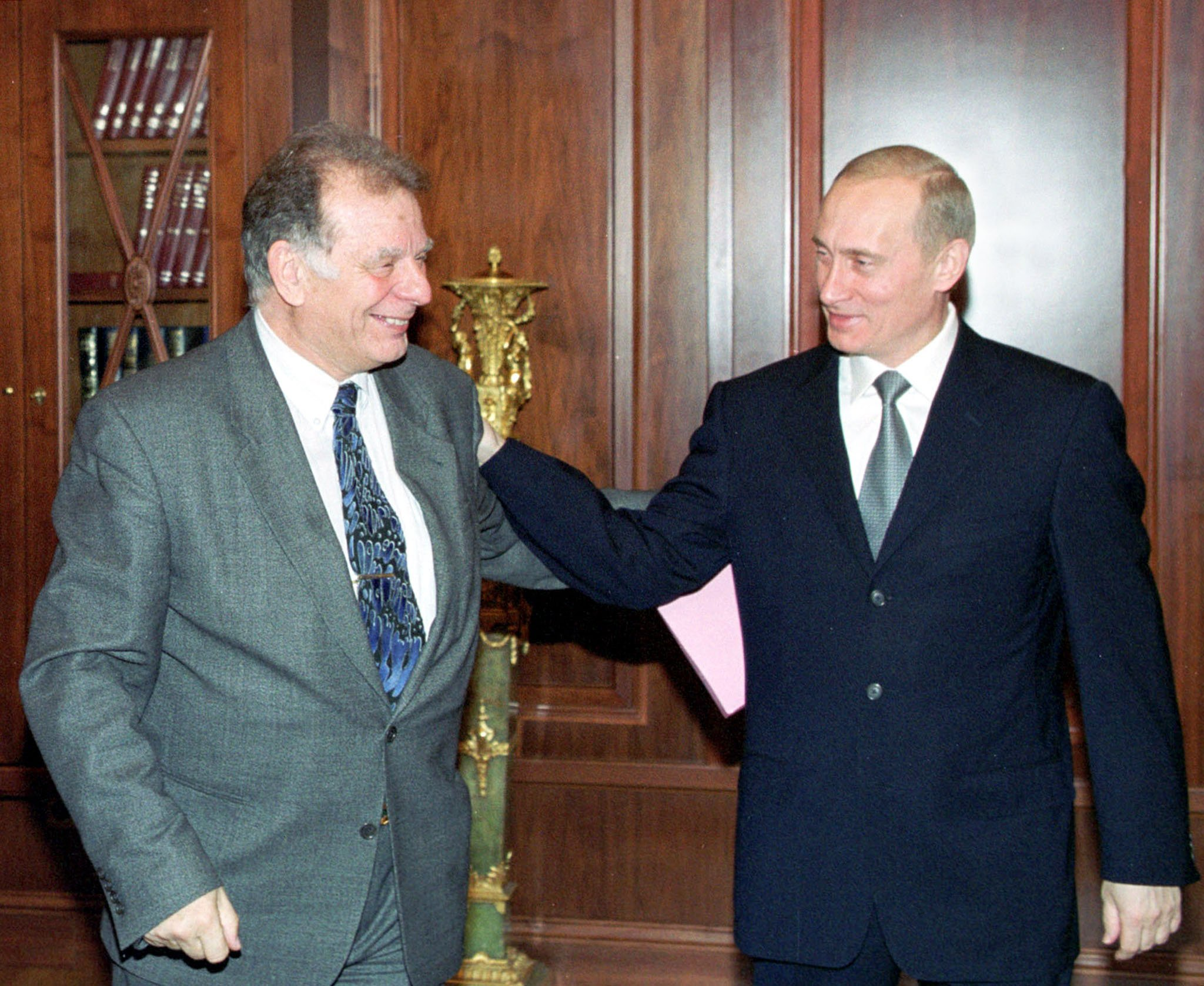
Alfiorov com Vladímir Pútin